# Суран (приток Кобры)
Суран — река в Республике Коми, правый приток Кобры (бассейн Волги). Устье реки находится в 253 км по правому берегу реки Кобра. Длина реки составляет 57 км. Площадь водосборного бассейна — 392 км².
Исток находится в лесах на холмах Северных Увалов близ границы с Кировской областью в 40 км к северо-востоку от села Летка. Исток лежит на водоразделе бассейнов Волги и Северной Двины, рядом с истоком Сурана находятся истоки нескольких небольших притоков реки Седка (приток Лузы).
Река течёт на северо-восток и восток по ненаселённому, частично заболоченному лесному массиву. Русло сильно извилистое. Верхнее течение лежит в Прилузском районе, среднее и нижнее — в Койгородском. Впадает в Кобру в 57 км к юго-западу от села Койгородок.

## Притоки (км от устья)
- 3 км: река без названия (пр)
- 20 км: река Бобровка (лв)
- 44 км: река без названия (пр)

## Данные водного реестра
По данным государственного водного реестра России относится к Камскому бассейновому округу, водохозяйственный участок реки — Вятка от истока до города Киров, без реки Чепца, речной подбассейн реки — Вятка. Речной бассейн реки — Кама.
Код объекта в государственном водном реестре — 10010300212111100030689.